# Таварая Сотацу
Таварая Сотацу (бл. 1570 — бл. 1640) — середньовічний японський художник початку доби Едо, співзасновник художньої школи Рін.

## Життєпис
Народився близько 1570 року. Про батьків нічого невідомо. Художник Тані Бунтьо вказував, що Сотацу народився в Ното і навчався живопису в Кіото. У 1602 році клан Тайра найняв Таварая Сотацу для реставрації сувоїв XII століття «Хейке нокьо», що зберігалися в святилищі Іцукусіма. З цього часу починається відомість художника.
Таварая Сотацу одружився з двоюрідною сестрою Хон'амі Коецу. У Кіото він відкрив магазин під назвою «Таварая». де продавав віяла, ширми, ляльок та інші предмети декору, які також розписував. Водночас продовжував отримувати великі замовлення від знаті, монастирів, сьогунів.
Одна з небагатьох точних дат, пов'язаних з життям Сотацу, мається на написи, виконаної рукою придворного і поета Карасумару Міцухіро в кінці сувою «Сайгьо моногатарі» (колекція Ватанабе, Токіо). Це копія, яка була замовлена Сотацу з давнього сувою, що належав імператорській родині. У написі йдеться, що в 1630 році Сотацу отримав буддійський ранг хоккьо (Міст Дхарми), що вирізняв видатних живописців. Помер близько 1640 року.

## Творчість
Спочатку працював у жанрі ямато-е стиля школи Кано. Згодом розробив власний художній стиль, що характеризується оригінальністю композиції, стилізації форм, пошуками кольорів. Звернення Сотацу до культури періоду Хейан зробило великий вплив на стиль мислення художника, який прагнув відтворити поетичний світ класичної літератури. Його образи передають не лише красу і гармонію природи, а також внутрішній світ людини.
Таварая Сотацу створив нову техніку подачі кольору і лінії, а також нову, популярну технологію живопису під назвою «тарасікомі», при якій одна з фарб наноситься на малюнку на іншу, поки ця друга залишається ще вологою. Йому належить також відкриття нової техніки одноколірної живопису, при якій туш заміняла фарбу.

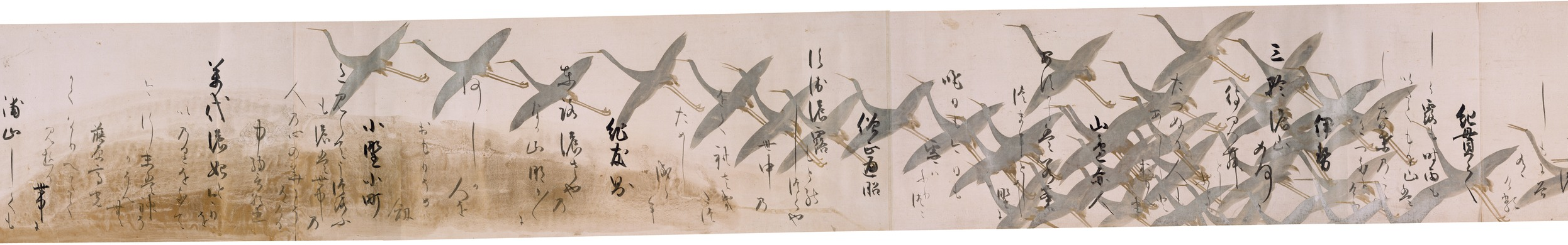
«Антологія з журавлями»

Ілюстрації сувоїв «Хейке нокьо» 1602 року стали найбільш ранніми з відомих робіт Сотацу з підтвердженим авторством. На думку дослідників, вже в цей час він працював разом з каліграфом Хон'амі Коецу, створюючи ілюстрації для праці останнього. Першою офіційно підтвердженої спільною роботою з є робота над ілюстраціями до лібрето для театру Но і класичної японської книги «Сагабон». Іншими значними спільними роботами були «Антологія з журавлями» (1602—1620 роки)
У 1621 році працював над розписом дверей і ширм в храмі Йоген-ін в Кіото під час його реставрації за наказом дружини Токуґави Хідетада. В цій роботі виявляється культурні зв'язки Сотацу з монументалістами періоду Момояма і водночас відмінності від них. Хоча мотив сосен і скель схожий з розписами Кано Ейтоку і інших майстрів школи Кано, живопис Сотацу створює інше враження через розташування на стінний поверхні і співвідношення з фоном. Більш приосадкуваті пропорції дерев, компактний їх силует, найважливішим образотворчим засобом став колір, який використовується в відтінках і розмивах, контрастних зіставленнях, що дозволяють передати враження об'ємності.

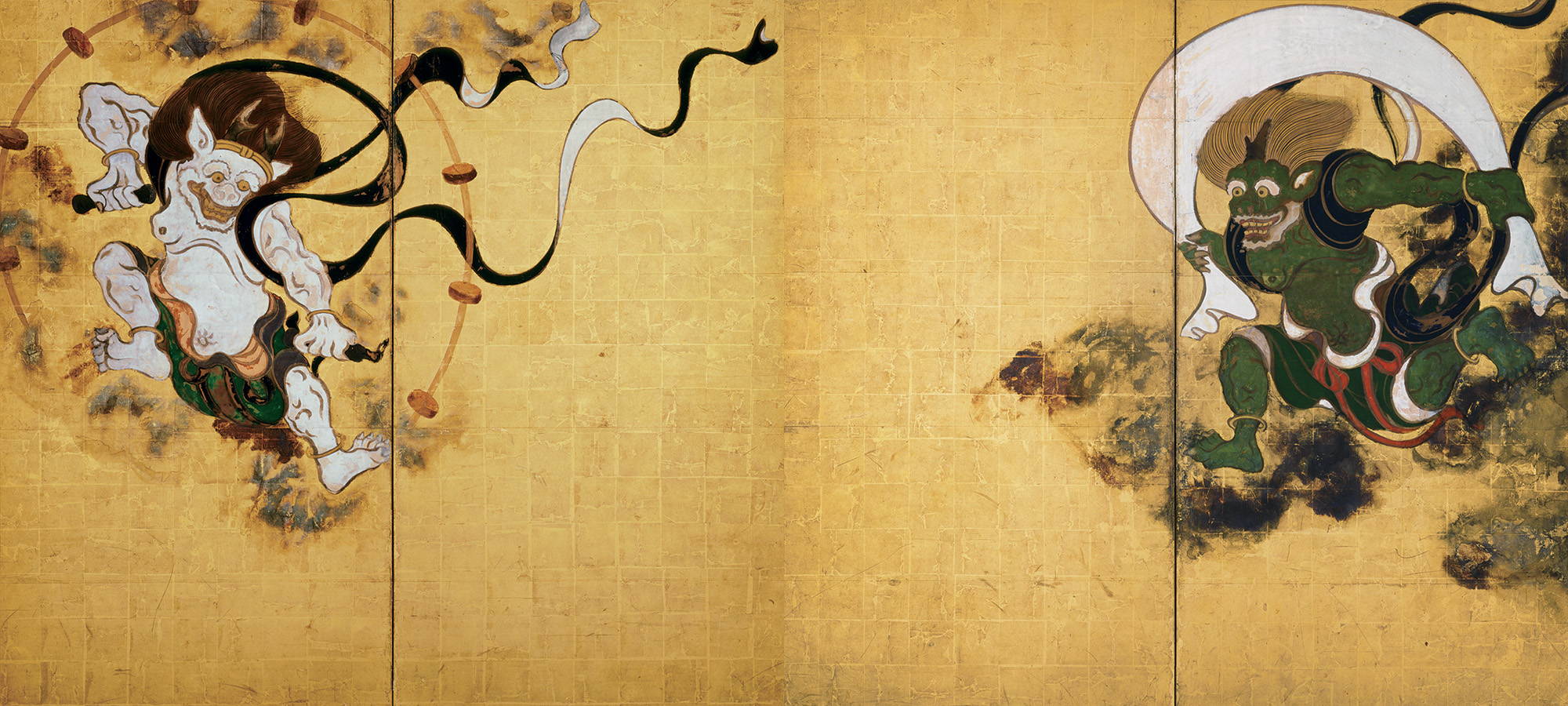
ширма «Бог вітру і бог грому»

Значною робою є двостулкова ширма «Бог вітру і бог грому», створена за допомогою туші, фарб і позолоченої паперу. На ній зображено бог грому, блискавки Райдзін і бог вітру Фудзіно. Підписи та печатки художника на ширмі немає, але її авторство не заперечується. На тепер є власністю монастиря Кеннін, входить до переліку Національних скарбів Японії.
Іншими відомими ширмами є «Мацусіма» (двопарна ширма), «Ґендзі моногатарі» і «Ширми із зображенням придворних танців бугаку». В ширмі «Мацусіма» повністю проявилася новизна просторового мислення Сотацу і його талант художника декоративного розпису. Композиція будується з декількох образотворчих елементів. Як і в інших роботах, вони цілком упізнавані: вигнуті приземкуваті сосни з витягнутим овалом крон зустрічалися і на традиційних ширмах у китайських класиків, а слідом за ними у середньовічних японських художників. Проте зображення сосен на морському березі (один з мотивів мейсьо-е — «живопису прославлених місць») в традиційному трактуванні будувалося як погляд у далечінь крізь дерева на передньому плані. Тут піщаний острів, порослий соснами, відсунутий на задній план, і погляд глядача відразу ж зустрічає тонкі лінії і завитки вируючих хвиль, над якими піднімаються круті, обривисті скелі.
У цьому розпису Сотацу об'єднує декілька типів умовності: в передачі піщаного острова (золота поверхня позначає пісок), тонким гострим пензлем промальовані хвилі з плямами білої фарби, що позначає піну, самі хвилі промальовано широкою м'якою лінією рясно-синього, охристого і зеленого кольору, які то контрастно зіставлені, то напливають одна на одну. Поєднання Хмари на лівій ширмі і золотого острова, обриси якого нагадують серпанок-касумі на розписах Момояма, контрастує з вібруючою поверхнею хвиль, що йде вдалечинь. Та в свою чергу в своїй суворій графічності протистоїть плавності контурів і м'якій мальовничості обрисів скель. Саме це, на думку дослідників, визначає яскравий декоративний ефект ширм, новизну створюваного ними враження.
Ширмама «Мацусіма» близька за типом інша — «Стежка під плющем» на сюжет з «Ісе моногатарі», де Таварая Сотацу створює єдину композицію на двох ширмах, довівши до лаконізму виразні засоби. З золотим фоном контрастують силуети пологих зелених пагорбів, які розмиті й мають тонкі градації, намічена смуга стежки і звисають звідкись зверху пагони і листя плюща. Художник домагається згоди деталей розпису, зображених з різним ступенем умовності.
Нині майже всі відомі ширми зберігаються в Японії, окрім «Мацусіми», яка є власністю Галереї мистецтв Фріра (Вашингтон, США).